# Rouze
Rouze é uma comuna francesa na região administrativa de Occitânia, no departamento de Ariège. Estende-se por uma área de 9,51 km². Em 2010 a comuna tinha 86 habitantes (densidade: 9 hab./km²).